# Jean-Paul Deléage
Pour les articles homonymes, voir Deléage.
Jean-Paul Deléage, né le 5 juin 1941 à Chazelles-sur-Lyon et mort le 30 octobre 2023 au Kremlin-Bicêtre, est un physicien, géopolitologue et historien de l'écologie français, professeur honoraire à l'université d'Orléans.

## Biographie

### Formation
Après des classes préparatoires au lycée du Parc à Lyon, Jean-Paul Deléage poursuit ses études supérieures à l’université en physique-chimie et prépare l’agrégation de sciences physiques à Paris, agrégation qui lui permet de devenir maître de conférences en physique à l’université Paris 7 Paris-Diderot. Passionné par l’histoire des sciences, il soutient en 1991 une thèse de doctorat sur l’histoire de l'écologie au CNAM sous la direction de Jean-Jacques Salomon.

### Écologie politique
En 1992, il fonde la revue Écologie & Politique qu'il dirige. Cette revue se veut un forum pour défendre et promouvoir les projets d’alternatives sociales et politiques basées sur l’appartenance des humains à la nature et non sur leur opposition.
Devenu professeur à l'université d'Orléans (1995-2004), il y crée le DEA ETES (Environnement-Temps-Espaces-Sociétés), l’un des premiers DEA pluridisciplinaires sur les questions écologiques. Il est l'auteur du chapitre "Ecologistes et alternatifs" dans l'Histoire des gauches en France dirigée par Jean-Jacques Becker et Gilles Candar aux éditions La Découverte (2004 et poche 2005).

En 1991, il avait déjà publié Histoire de l'écologie, une science de l'homme et de la nature aux éditions de la Découverte, qualifié de résolument historique par Claudine Cohen. L'ouvrage décrit les grandes étapes de l'histoire mondiale de la discipline. Il se conclut (page 305) par un appel à l'émergence d'une nouvelle citoyenneté écologique et planétaire et par une synthèse de la responsabilité historique de l'écologie : 

« Nous sommes de la nature et dans la nature. L'écologie ne peut esquiver ce défi : constituer un savoir sur la nature dont les humains se reconnaissent partie prenante, et non instance de domination, étrangère et hostile. Tel est l'enjeu. »

#### «Notre maison brûle…»
Il est l'auteur de la célèbre phrase « Notre maison brûle et nous regardons ailleurs » prononcée par Jacques Chirac  devant l'assemblée plénière du IVe Sommet de la Terre le 2 septembre 2002 à Johannesbourg, en Afrique du Sud.
On a longtemps cru qu'elle s'inspire de la chanson Beds Are Burning de Midnight Oil en 1986 (extrait : « How do we sleep while our beds are burning »),. En effet, à cette époque, l'Australie était en proie aux feux de forêt et le réchauffement climatique en était la cause selon les militants écologistes.
Cependant, à l'occasion du décès de Jacques Chirac, Jean-Paul Deléage déclare à la radio France Info ne pas s'être pas inspiré de cette chanson Beds are Burning des Australiens de Midnight Oil : « Je ne connaissais pas ce groupe ! » dit l'universitaire, assurant que l'idée lui est venue spontanément, à la relecture du texte.

### Décès
Jean-Paul Deléage meurt le 30 octobre 2023 à l'âge de 82 ans.

### Décoration
- 2001 : chevalier de la Légion d'honneur[11]

## Publications
- Histoire de l'écologie, une science de l'homme et de la nature, La Découverte, 1991  (ISBN 9782707155139)
- Les Servitudes de la puissance : une histoire de l'énergie, par Jean-Claude Debeir, Jean-Paul Deléage, Daniel Hémery, éditions Flammarion, 1986  (ISBN 9782082111638) ; rééd., Une histoire de l'énergie (mêmes auteurs), éditions Flammarion, 2013  (ISBN 9782081293618)
- Les Scénarios de l'écologie ; débat avec Jean-Paul Deléage, Dominique Bourg\, Hachette, 1996[6]
- Jean Matricon et Jean-Paul Deléage, Vive l’eau, Paris, Gallimard, coll. « Découvertes Gallimard / Sciences et techniques » (no 389), 2000 (ISBN 2-07-053510-X)
- La Biosphère : Notre Terre vivante, Paris, Gallimard, coll. « Découvertes Gallimard / Sciences et techniques » (no 413), 2001, 127 p. (ISBN 2-07-076082-0)
- « Utopies et dystopies écologiques », Écologie & politique, 3/2008, n° 37, p. 33-43[12]
- Croissance, emploi et développement. Les grandes questions économiques et sociales, avec Dominique Foray, Jérôme Gautié, Bernard Gazier, Dominique Guellec et Yannick L’Horty, coll. « Repères », La Découverte, 2013

### Préface
- La Pollution sauvage, Presses universitaires de France, 2006